# Chiliques
Chiliques es un estratovolcán ubicado en la Región de Antofagasta, en el norte de Chile, inmediatamente al norte del Cerro Miscanti y al sur del lago Lejía.
El volcán ha estado inactivo durante al menos 10 000 años y ha empezado desde hace un tiempo a mostrar signos de actividad. El 6 de enero de 2002 una imagen infrarroja térmica tomada durante la noche por el telescopio ASTER reveló un punto caliente en el cráter de la cumbre, lo que significa que, como muchos otros volcanes a lo largo de los flancos superiores de la cordillera, ha empezado a mostrar signos de reactivación.
En su cráter hay 2 lagos con una orientación norte-sur.